# Ruymán Arteaga García
Ruymán Arteaga García (El Hierro, Santa Cruz de Tenerife, España,11 de diciembre de 1995), más conocido como Ruymán Arteaga, es un futbolista que juega de medio centro en el Club Deportivo Mensajero de la Segunda División RFEF.

## Trayectoria
Comenzó su carrera deportiva en las categorías inferiores del U. D. Valle Frontera, el equipo de su isla natal. Se fue a Tenerife, pasando por el Atlético Granadilla y el Club Deportivo Vera. En la temporada 2020-21 fichó por el C. D. Mensajero de Tercera División canaria, con quien consiguió el ascenso de categoría a Segunda División RFEF y donde permaneció al año siguiente.
En la temporada 2022-23 firmó por el C. P. Cacereño de Segunda Federación. Tras un año volvió al Mensajero, que había recuperado la categoría Segunda Federación.

## Clubes
| Club                 | País   | Año       |
| -------------------- | ------ | --------- |
| U. D. Valle Frontera | España |           |
| C. D. Granadilla     | España | 2018-2019 |
| C. D. Vera           | España | 2019-2020 |
| C. D. Mensajero      | España | 2020-2022 |
| C. P. Cacereño       | España | 2022-2023 |
| C. D. Mensajero      | España | 2023-     |